# دي جور بيلي آك باكيس

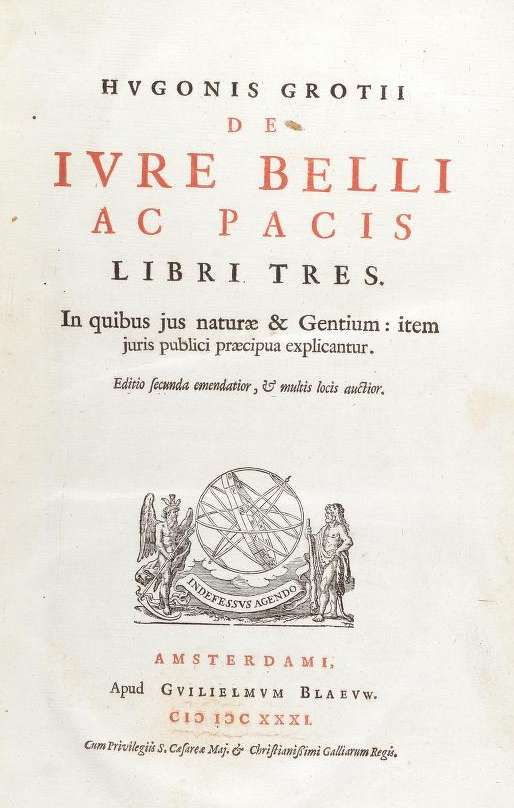
دي جور بيلي آك باكيس، صفحة العنوان للطبعة الثانية لعام 1631.

دي جور بيلي آك باكيس ((بالإنجليزية: On the Law of War and Peace)) هو كتاب صدر عام 1625 باللغة اللاتينية، كتبه هوغو غروتيوس وتم نشره في باريس حول الوضع القانوني للحرب. ويُعتبر الآن عملاً أساسيًا في القانون الدولي.
ويدين محتوى الكتاب بالكثير لعلماء اللاهوت الإسبان في القرن السابق، لا سيما فرانسيسكو دي فيتوريا وفرانسيسكو سواريز، العاملين في التقاليد الكاثوليكية للقانون الطبيعي.
وبدأ غروتيوس كتابة العمل في السجن في هولندا. واستكمله في 1623 في سينليس، بصحبة ديرك غراسفينكل.
وفقًا لبيتر جيل:
| دي جور بيلي آك باكيس | إنه محاولة من قبل فقيه لاهوتي متعلم تعليمًا كلاسيكيًا للاعتماد على النظام القانوني والأمني في تجمع دولي، فضلاً عن مجتمع محلي نشأ فيه. في العقلانية الساذجة، يكشف الإيمان بالعقل كسيد للحياة الابن الروحي لإيراسموس. | دي جور بيلي آك باكيس |

## كتابات أخرى
- Cornelis van Vollenhoven, On the Genesis of De Iure Belli ac Pacis

## وصلات خارجية
- Online text (English text, abridged, PDF) نسخة محفوظة 3 مارس 2016 على موقع واي باك مشين.
- Online text (English text, abridged, HTML and TXT)
- Online Text (English text, unabridged, HTML)